# Australische heremietkreeft
De Australische heremietkreeft (Coenobita variabilis) is een op land levende heremietkreeft die voorkomt in Australië. Ze wordt ook verkocht als huisdier, waarbij gelet moet worden dat het diertje tropische condities nodig heeft, zoals een temperatuur van 21 °C tot 28 °C, en een relatieve luchtvochtigheid van 70% - 80%.